# Beöthy (geslacht)
De familie Beöthy de Bessennyő et Örvend is een Hongaarse adellijke familie met de titel van graaf en edele.

## Geschiedenis
Het is een oud adelsgeslacht uit het comitaat Bihar, dat voor het eerst in de historische bronnen opduikt in 1447 met een zekere László. Deze was afgevaardigde van Bihar op de landdag te Boeda ten tijde van de Hongaarse regent Jan Hunyadi. László's nakomelingen Mihály en Imre waren de stamvaders van respectievelijk een welvarende familie edelen en een korte grafelijke tak. Deze kleinzoon Imre verkreeg de rang van graaf, maar met hem stierf de grafelijke tak meteen uit. Mihály Beöthy werd in 1760 ondergespan van Bihar.

## Uitspraak en spelling
De naam Beöthy wordt ook als Beőthy geschreven en wordt uitgesproken als [ˈbøːti], dus alsof de naam als *Bőti geschreven was. Bessennyő wordt overigens in verschillende spellingsvarianten aangetroffen: Bessennyő, Besenye... Bessennyő slaat op Óbesenyő, het tegenwoordige Dudeștii Vechi in Roemenië. Örvend verwijst naar Örvénd, de Hongaarse naam voor het dorp Urvind in de gemeente Lugașu de Jos in Roemeens Bihar.

## Vooraanstaande leden
- Ödön Beöthy, (1796-1854), Hongaars politicus
- László Beöthy (1860-1943), Hongaars minister
- Pál Beőthy (1866-1921), voorzitter van het Hongaarse Huis van Afgevaardigden